# Saint-Ursanne

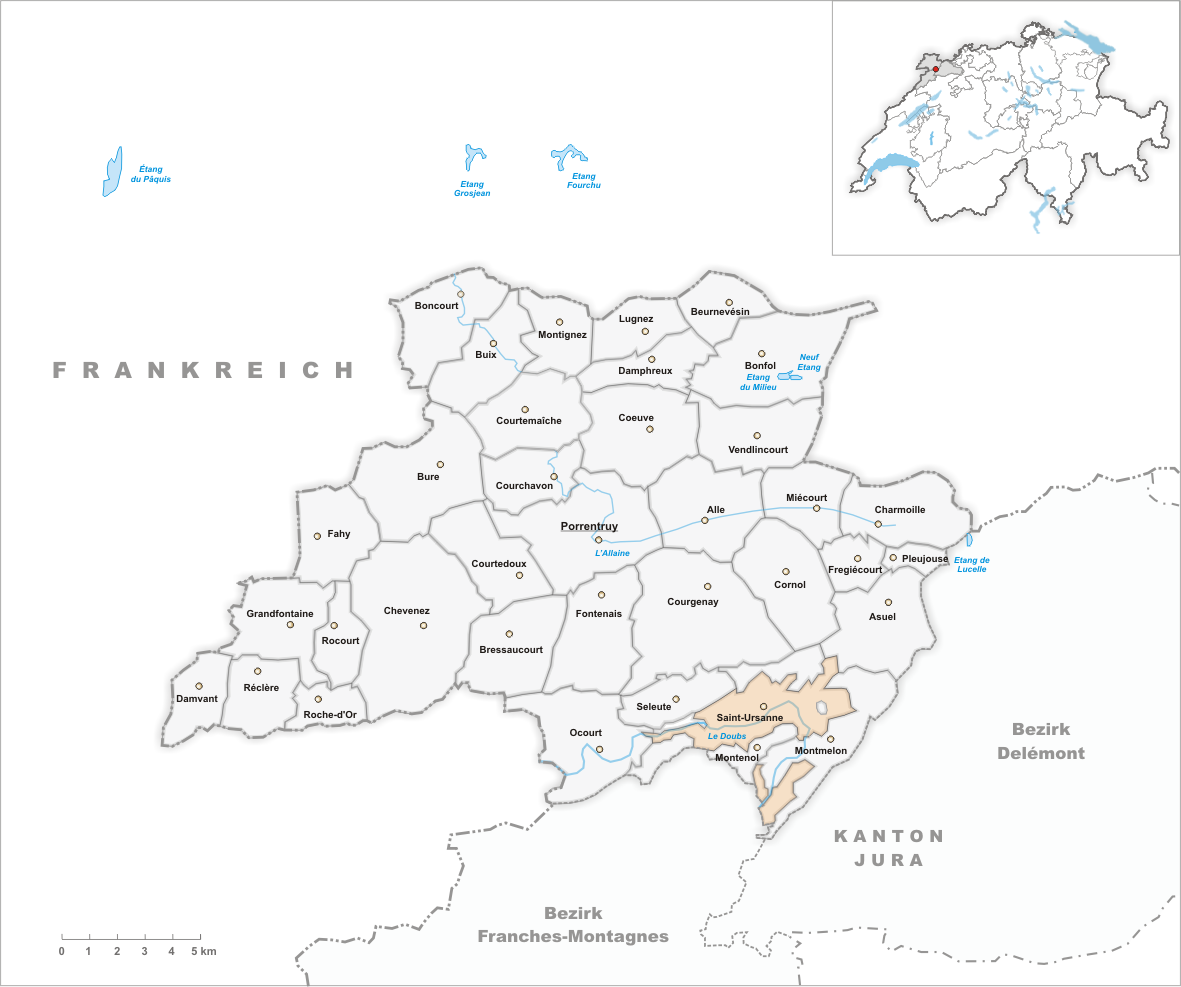
Gemeindestand vor der Fusion am 1. Januar 2009

Saint-Ursanne (französisch [sɛ̃tyʀsan], in einheimischer Mundart [(a) sĩt ɔˈʃan]; deutsch ehemals St. Ursitz) ist ein Stift, eine historische Kleinstadt und ehemalige politische Gemeinde im Distrikt Porrentruy des Schweizer Kantons Jura. Seit dem 1. Januar 2009  gehört Saint-Ursanne zur politischen Gemeinde Clos du Doubs.

## Geographie

Historisches Luftbild von Werner Friedli (1910–1996) von September 1955

Saint-Ursanne liegt auf 440 m ü. M., acht Kilometer südöstlich des Bezirkshauptorts Porrentruy (Luftlinie). Das historische Städtchen erstreckt sich im engen Tal des Doubs, am rechten Flussufer, zwischen den Juraketten des Lomont oder Mont Terri im Norden und des Clos du Doubs im Süden.
Die Fläche des 11,5 km² grossen, weitverzweigten ehemaligen Gemeindegebiets umfasst das zwischen den beiden genannten Juraketten tief eingeschnittene Doubstal im Bereich des grossen Bogens des Clos du Doubs. Der Talboden des Flusses ist meist nur 100 bis 200 m breit und von steilen, mehrheitlich bewaldeten Flanken umgeben, die mancherorts von Felsbändern durchzogen sind. Im Westen reichte das Gebiet talabwärts bis zur Siedlung Bellefontaine, im Süden an den Hang der Fin du Teck (bis 760 m ü. M.). Nach Norden erstreckte sich die Gemeindefläche bis auf die Passhöhe Sur la Croix (789 m ü. M.) auf der Lomontkette. Im Osten reichte Saint-Ursanne bis an den Hang der Mont-Russelin-Kette, an dem mit 860 m ü. M. der höchste Punkt der Gemeinde lag. Zu Saint-Ursanne gehörten auch zwei Exklaven: Die eine umfasste den Steilhang der Haute Côte rechts des Doubs südlich von Montmelon (147,0 ha), die andere lag am Osthang des Chêtelat (bis 800 m ü. M.) links des Doubs (36,5 ha). Von der Gemeindefläche entfielen 1997 6 % auf Siedlungen, 72 % auf Wald und Gehölze, 19 % auf Landwirtschaft, und ungefähr 3 % waren unproduktives Land.
Zu Saint-Ursanne gehören zahlreiche Einzelhöfe. Nachbargemeinden waren Seleute, Ocourt, Montmelon, Asuel, Montenol, Saint-Brais und Epauvillers.

## Bevölkerung
Mit 689 Einwohnern (Ende 2008) gehörte Saint-Ursanne zu den mittelgrossen Gemeinden des Kantons Jura. Von den Bewohnern sind 91,2 % französischsprachig, 2,9 % deutschsprachig, und 2,0 % sprechen Serbokroatisch (Stand 2000). Die Bevölkerungszahl von Saint-Ursanne stieg bis 1960 kontinuierlich an. Infolge starker Abwanderung wurde seither ein Rückgang um über 40 % verzeichnet.

## Wirtschaft

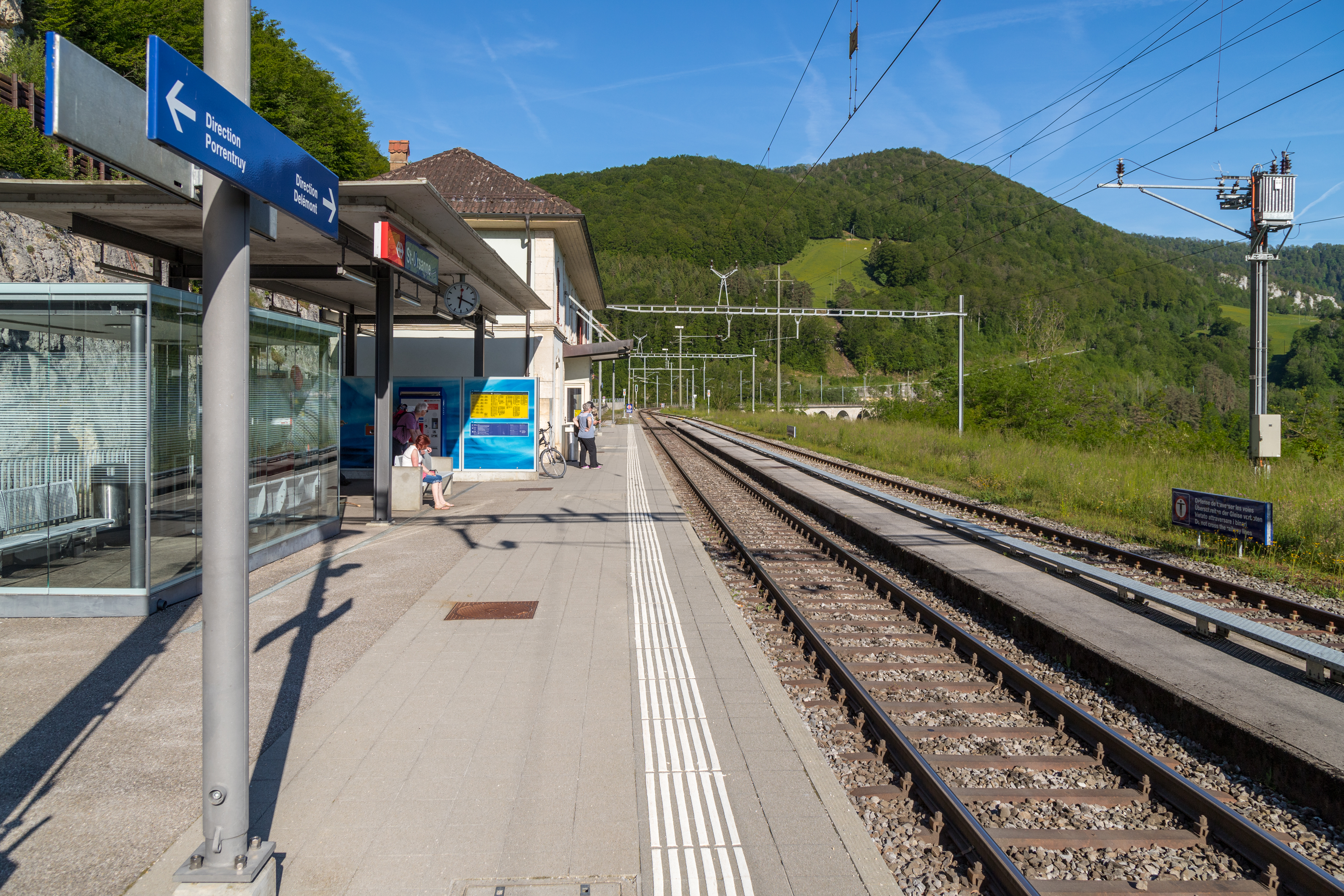
Bahnhof St. Ursanne

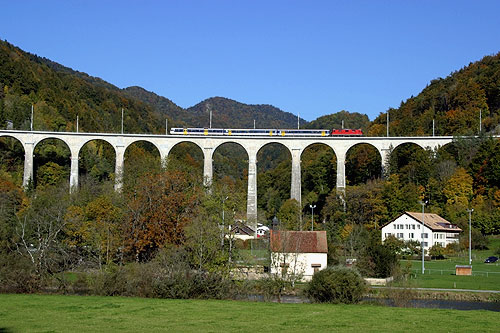
Viadukt Combe Maran bei Saint-Ursanne

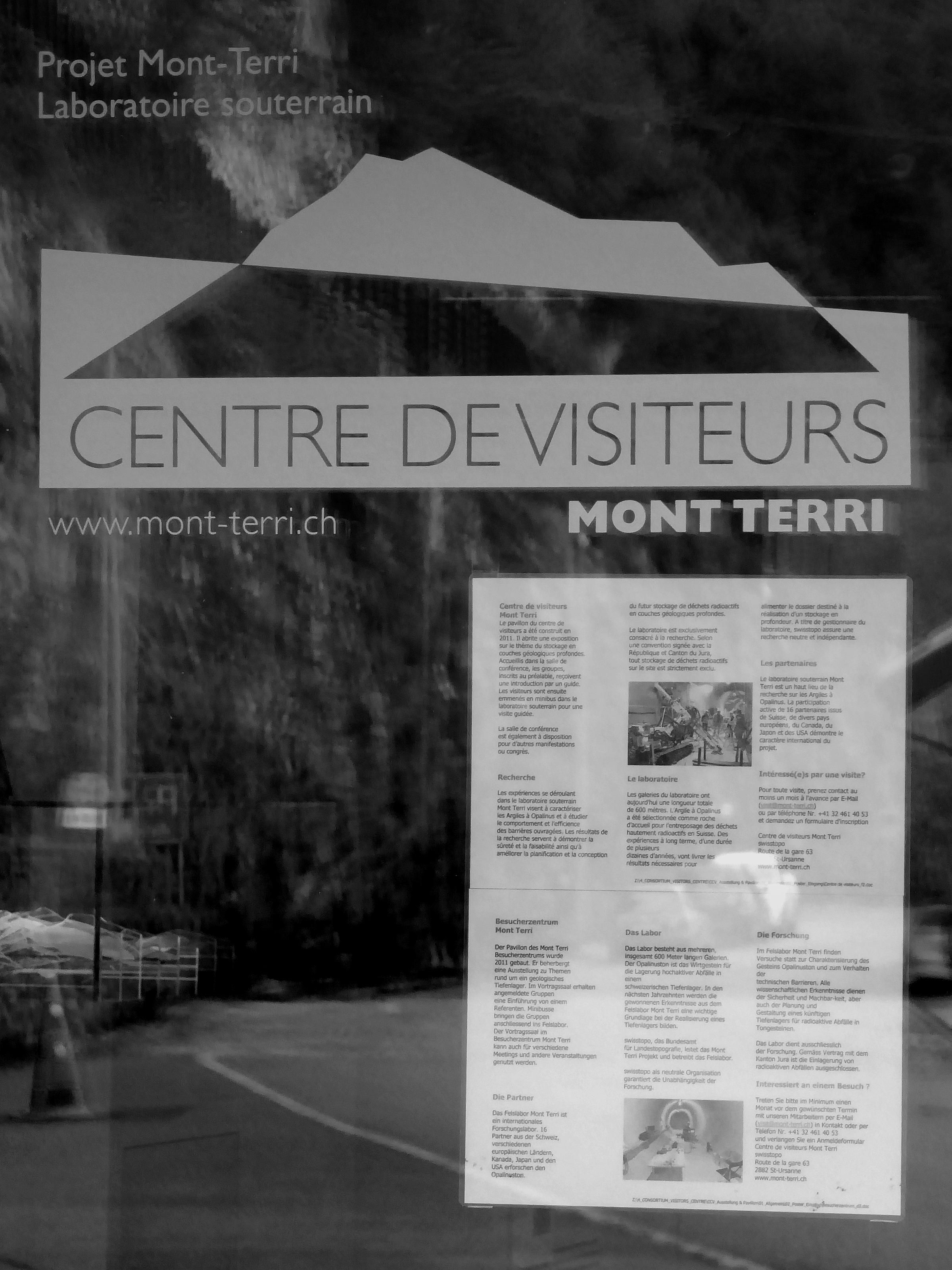
Felslabor Mont Terri

Die Bevölkerung von Saint-Ursanne ist hauptsächlich im sekundären und tertiären Sektor beschäftigt. Auf die Zeit der Industrialisierung geht die heute verlassene Siedlung Bellefontaine zurück. Dort gab es im 18. und 19. Jahrhundert ein Eisenhüttenwerk mit Hochofen; heute ist nur noch ein stillgelegtes Elektrizitätswerk vorhanden.
Im industriellen Bereich gab es unter anderem die Kalkfabrik Fabrique de chaux de Saint-Ursanne (1907–1993) und die Gesenkschmiede für Nichteisenmetalle Thécla SA (1920–2015). Früher hatte die Herstellung von Uhrengehäusen noch Bedeutung, z. B. durch die Familie Stouder bis Mitte der 1970er-Jahre.
Heute bestehen Verdienstmöglichkeiten im Gastgewerbe und in der Hotellerie. Weitere Arbeitsplätze bieten eine Werkstatt, Schreinereien, Bäcker, Molkerei, Post- und Raiffeisen-Filialen, ein Kiosk, das Fremdenverkehrsbüro, eine Jugendherberge, ein Pflegeheim für ältere Menschen sowie ein Heim für Behinderte. Ferner ist Saint-Ursanne Sitz des kantonalen Büros für Umwelt. Das Felslabor Mont Terri liegt neben dem ehemaligen Kalkwerk oberhalb des Bahnhofs von Saint-Ursanne.

## Verkehr
Saint-Ursanne ist einerseits über die Hauptstrasse 249 und andererseits seit der 1998 erfolgten Eröffnung des ersten Teilstücks der Autobahn A16 über die gleichnamige Ausfahrt sowohl von Porrentruy als auch von Delsberg zu erreichen. Auf dem Gemeindegebiet befinden sich das Südportal des Mont-Terri-Tunnels (4 km) und das Nordportal des Mont-Russelin-Tunnels (3,5 km).
Am 30. März 1877 wurde die Eisenbahnstrecke Glovelier–Porrentruy mit einem Bahnhof östlich von Saint-Ursanne eröffnet. Die schwierige Topographie in der Gegend von Saint-Ursanne erforderte die Anlage von fünf Tunnels und mehreren Brücken.
Durch einen Postautokurs ist der Stadtkern mit dem Bahnhof verbunden. Weitere Buslinien verkehren nach Soubey und bis nach La Motte bei Ocourt.
Saint-Ursanne liegt am Trans-Swiss-Trail-Wanderweg, dem Wanderweg Via Jura-Regio Delémont-Basel. Für Radwanderer gibt es die Route du Jura Basel–Nyon.

## Geschichte

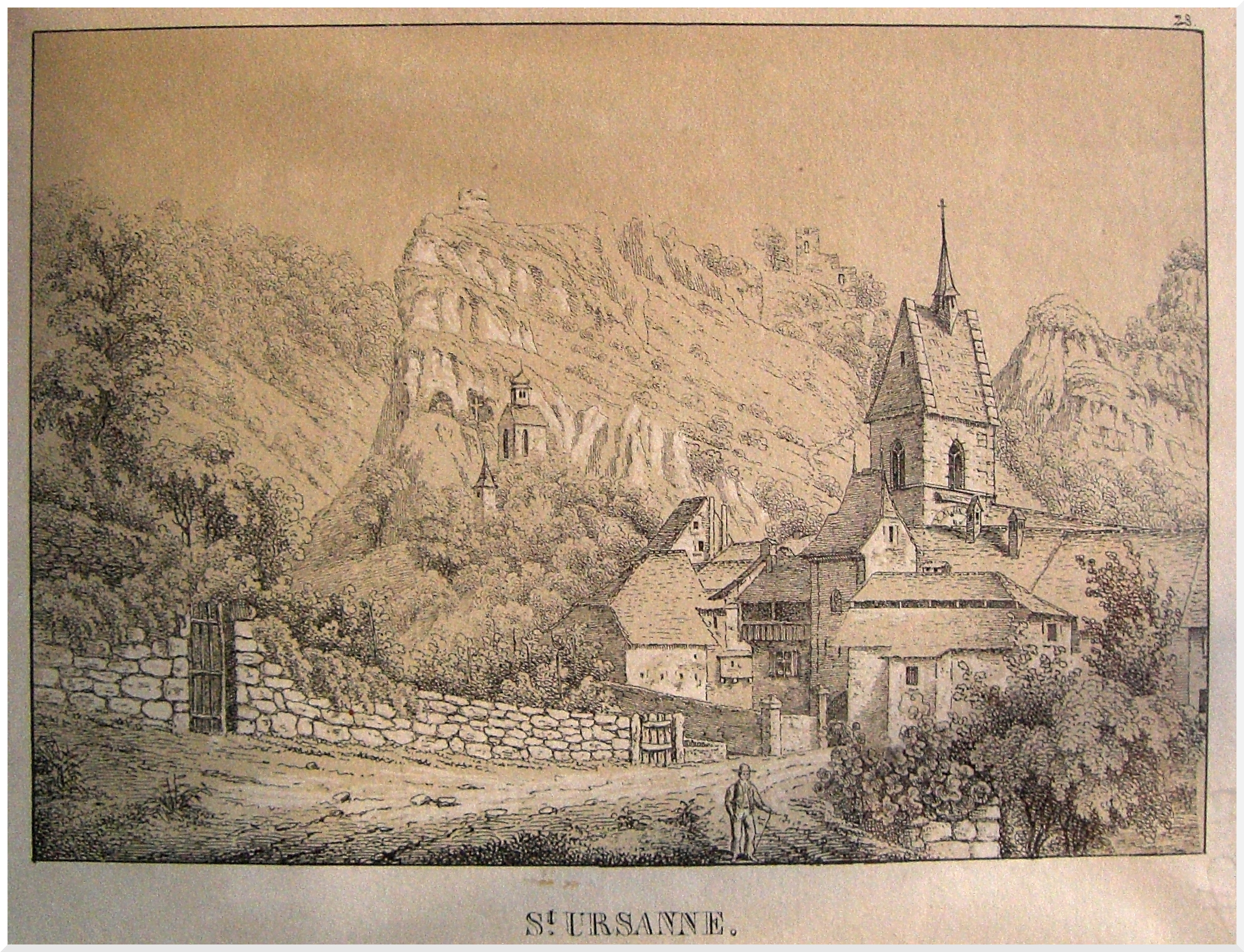
Mittelalterliches Stadtbild

Saint-Ursanne liegt an der Stelle, an der vermutlich in der Zeit von 612 bis 619 der Eremit Ursicinus, ein Gefährte des heiligen Kolumban, gewirkt hatte. Der heilige Wandregisel und weitere Mönche gründeten über dem Grab des Ursicinus ein Kloster, das 849 erstmals in einer Urkunde als Cella … in honorem Sancti Ursicini confessoris erwähnt ist und zur Diözese Besançon gehörte. Im 11. Jahrhundert wurde eine neue Abtei errichtet, während die alte Klosterkirche zur Pfarrkirche umgewandelt wurde. 1139 wird der Ort als Sancti Ursicini erwähnt. Im 12. Jahrhundert erfolgte die Umwandlung der Abtei in ein Chorherrenstift, das ab 1210 dem Fürstbistum Basel unterstand und das gesamte Gebiet des Clos du Doubs umfasste. Das um das Kloster entstandene mittelalterliche Städtchen erhielt 1338 Marktrechte. Das Basler Erdbeben 1356 richtete auch in Saint-Ursanne Schäden an.

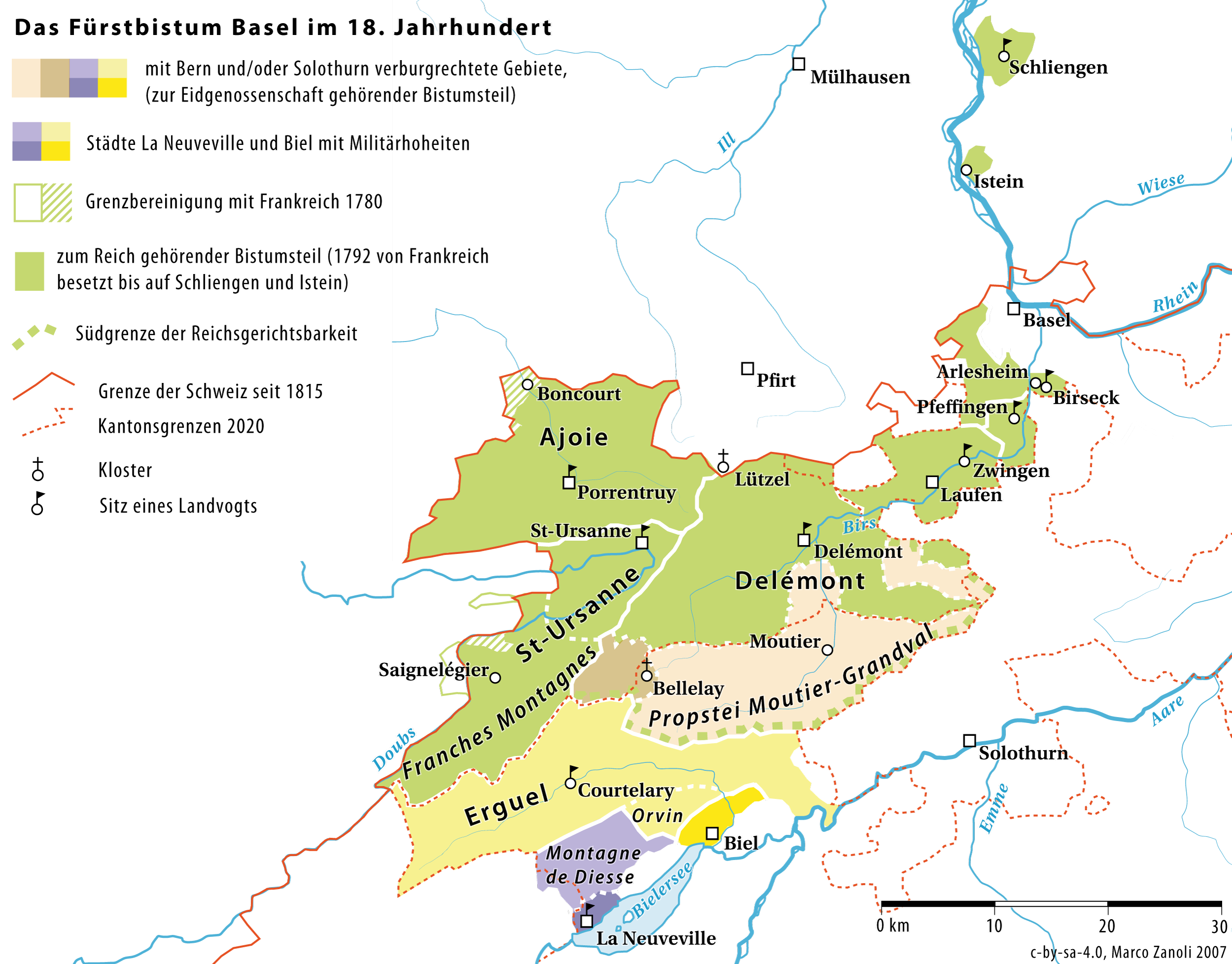
Die Landvogtei Saint-Ursanne als Teil des Bistums Basel

Von 1793 bis 1815 gehörte Saint-Ursanne zu Frankreich und war anfangs Teil des Département du Mont-Terrible, ab 1800 mit dem Département Haut-Rhin verbunden. Das Kloster wurde 1803 säkularisiert, und die ehemalige Klosterkirche ist seither Pfarrkirche.
Durch den Entscheid des Wiener Kongresses kam das Städtchen 1815 an den Kanton Bern, wobei der nördliche Teil des Clos du Doubs dem Bezirk Porrentruy, der südliche dem Bezirk Franches-Montagnes zugeschlagen wurde. Es gab Bestrebungen, das Gebiet der früheren Propstei wieder zu vereinen und in den Status eines Bezirks zu erheben, was aber vom Kanton abgelehnt wurde. Am 1. Januar 2009 wurde die Einheit des Clos du Doubs wiederhergestellt, als Saint-Ursanne mit Epauvillers, Epiquerez, Montenol, Montmelon, Ocourt und Seleute zur neuen Gemeinde dieses Namens vereinigt wurde.
Mit der Eröffnung der Bahnlinie Glovelier–Porrentruy trat Saint-Ursanne 1877 erstmals aus seiner Isolation. Die Industrialisierung begann, und neue Häuser wurden ausserhalb der Stadtmauern errichtet.
Am 3. Februar 1977 wurde in der Abtei Saint-Ursanne vom Verfassungsrat die Kantonsverfassung des neuen Kantons Jura verabschiedet.

## Stadtbild

Blick vom Viadukt auf Saint-Ursanne, Infanterie Kompanie III/30, 1914–1918

Saint-Ursanne ist nach Delémont und Porrentruy die dritte historische Stadt im Kanton Jura, sie hat ein mittelalterliches Stadtbild, welches durch Bürgerhäuser aus dem 14. bis 16. Jahrhundert geprägt wird. Auf dem südlichen Doubsufer stehen neben einem Ensemble von vierzehn Häusern, die 1918 für die Arbeiter der Thécla gebaut wurden, mehrere Häuser neueren Baujahrs, der Friedhof und, am Ende des Tals, die örtliche Abwasserreinigungsanlage.
2023 wurde Saint-Ursanne (neben Morcote TI) von der Weltorganisation für Tourismus der Vereinten Nationen in die Liste der «besten Tourismusdörfer» (englisch Best Tourism Villages) aufgenommen.

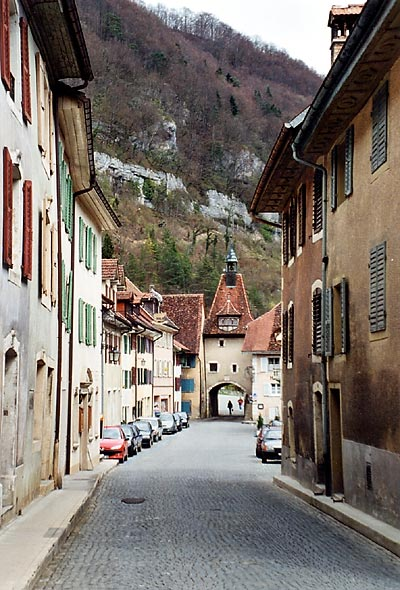
Mittelalterlicher Stadtkern mit Stadttor
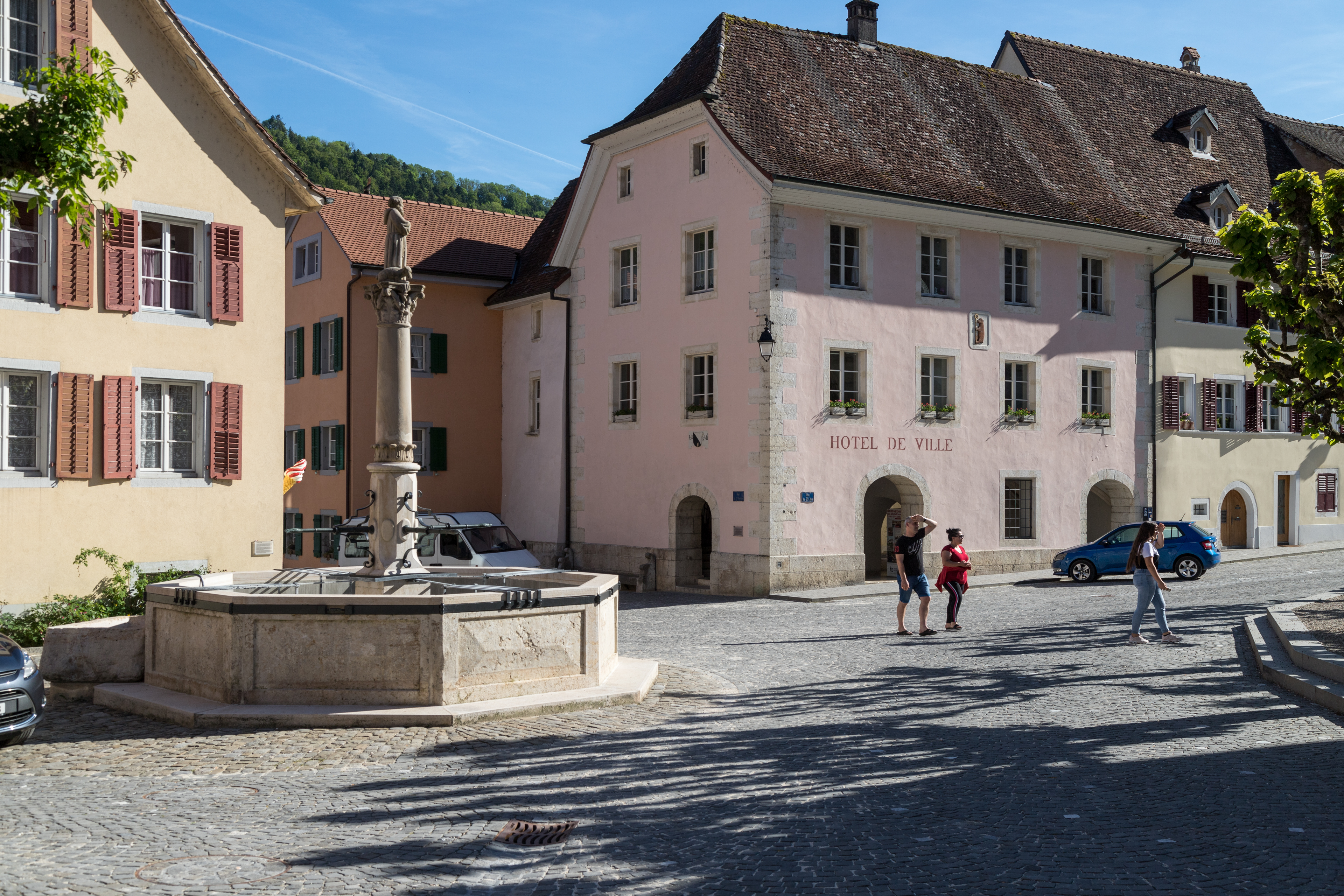
Fontaine du Mai et Hôtel de Ville
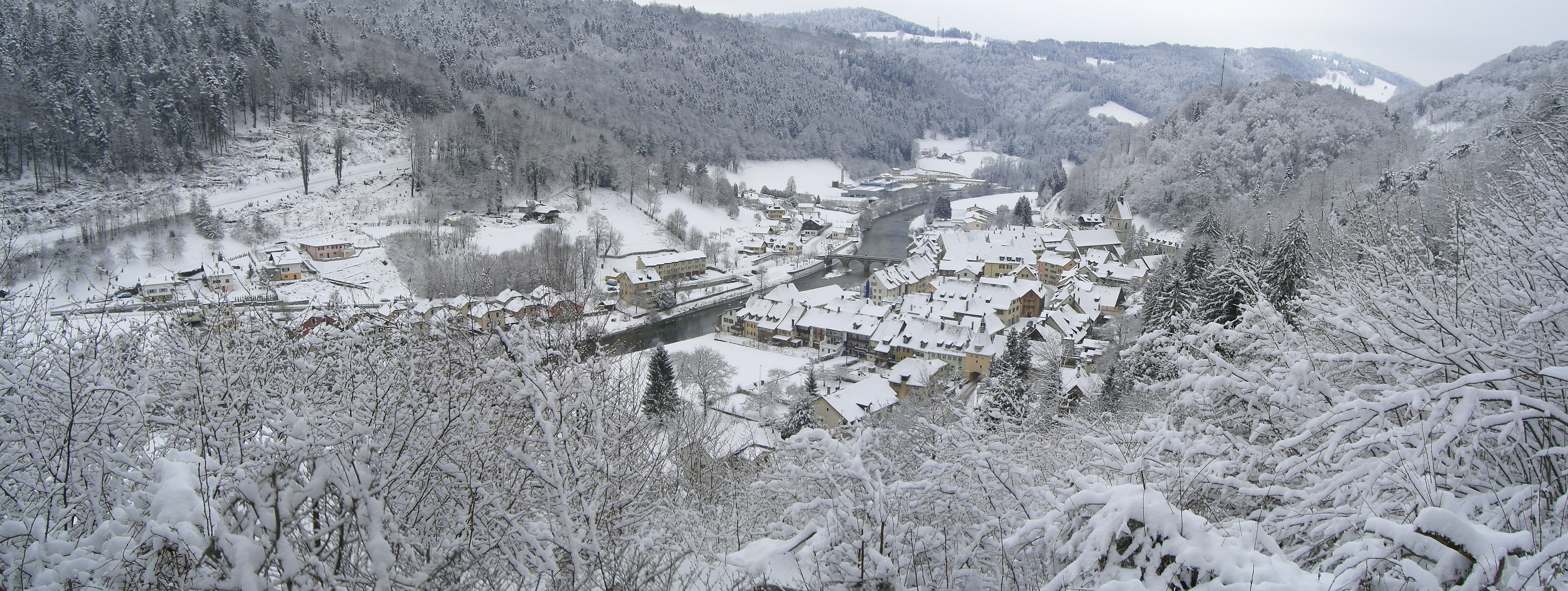
Panorama vom Burgberg aus

### Stiftskirche
Die Stiftskirche, eine romanische Pfeilerbasilika mit einer Krypta unter dem Chor, stammt aus dem 12. bis 14. Jahrhundert. Von der Abtei des 11. Jahrhunderts wurden Kapitelle und Teile des Nordportals in den Bau einbezogen. Das Südportal (um 1200) im Stil der burgundischen Romanik gehört zu den bedeutendsten Portalen dieser Stilrichtung in der Schweiz. Das etwas später entstandene Kirchenschiff zeigt bereits Merkmale der Gotik, und die Innenausstattung stammt im Wesentlichen aus dem 18. Jahrhundert. Das Erdbeben von 1356 beschädigte den Kirchturm des Klosters so stark, dass er später einstürzte. Erst 1462 bis 1464 wurden die Schäden wieder beseitigt.
Zur Zeit der Reformation blieb Saint-Ursanne, im Gegensatz zum grössten Teil des Juras, dem Bischof von Basel treu. 1792 besetzten Franzosen die Stadt. Am 13. September 1793 wurden auf Befehl des französischen Kommissars alle Glocken als Beute nach Porrentruy gebracht. Kirchenschmuck und geweihte Gefässe wurden später ebenfalls entfernt. Die Büste des Heiligen verblieb in der Stadt. Das Benediktinerkloster wurde aufgelöst.
Bergseitig schliesst an die Kirche der frühgotische Kreuzgang aus dem 14. Jahrhundert an. In der ehemaligen Pfarrkirche Saint-Pierre stehen Sarkophage aus der Zeit des Hochmittelalters.

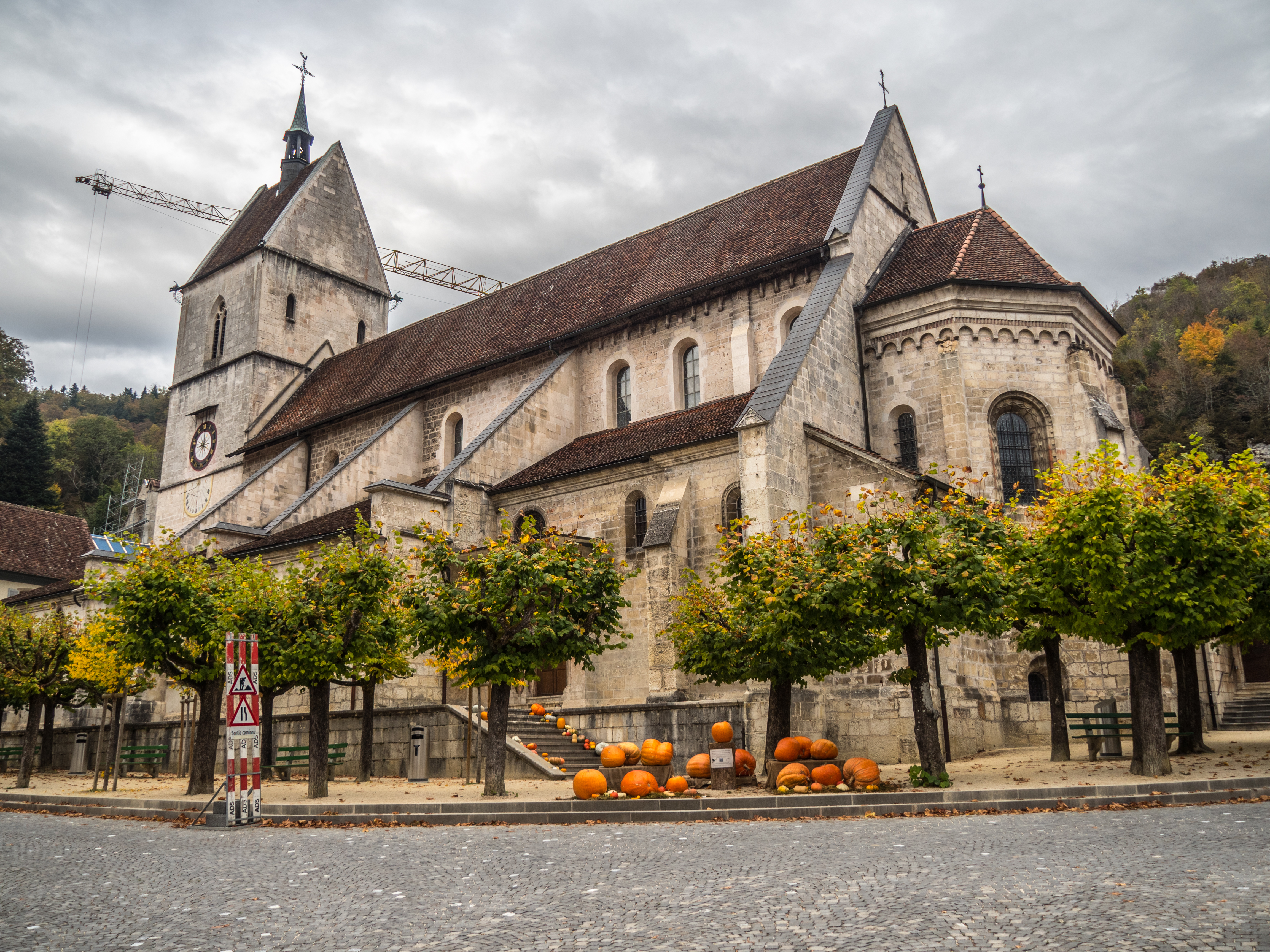
Ehemalige Kirche
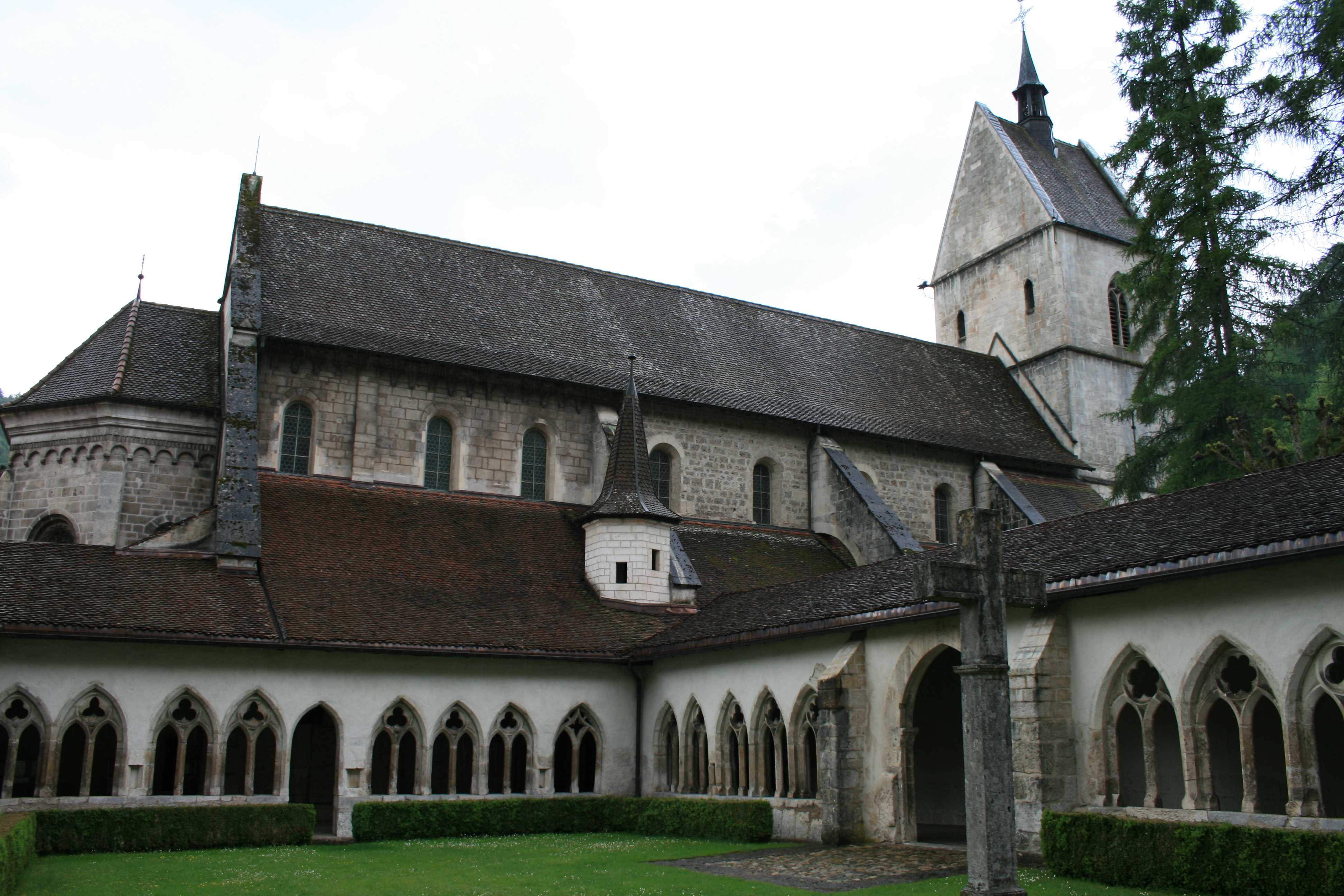
Kirche und Kreuzgang der ehemaligen Abtei
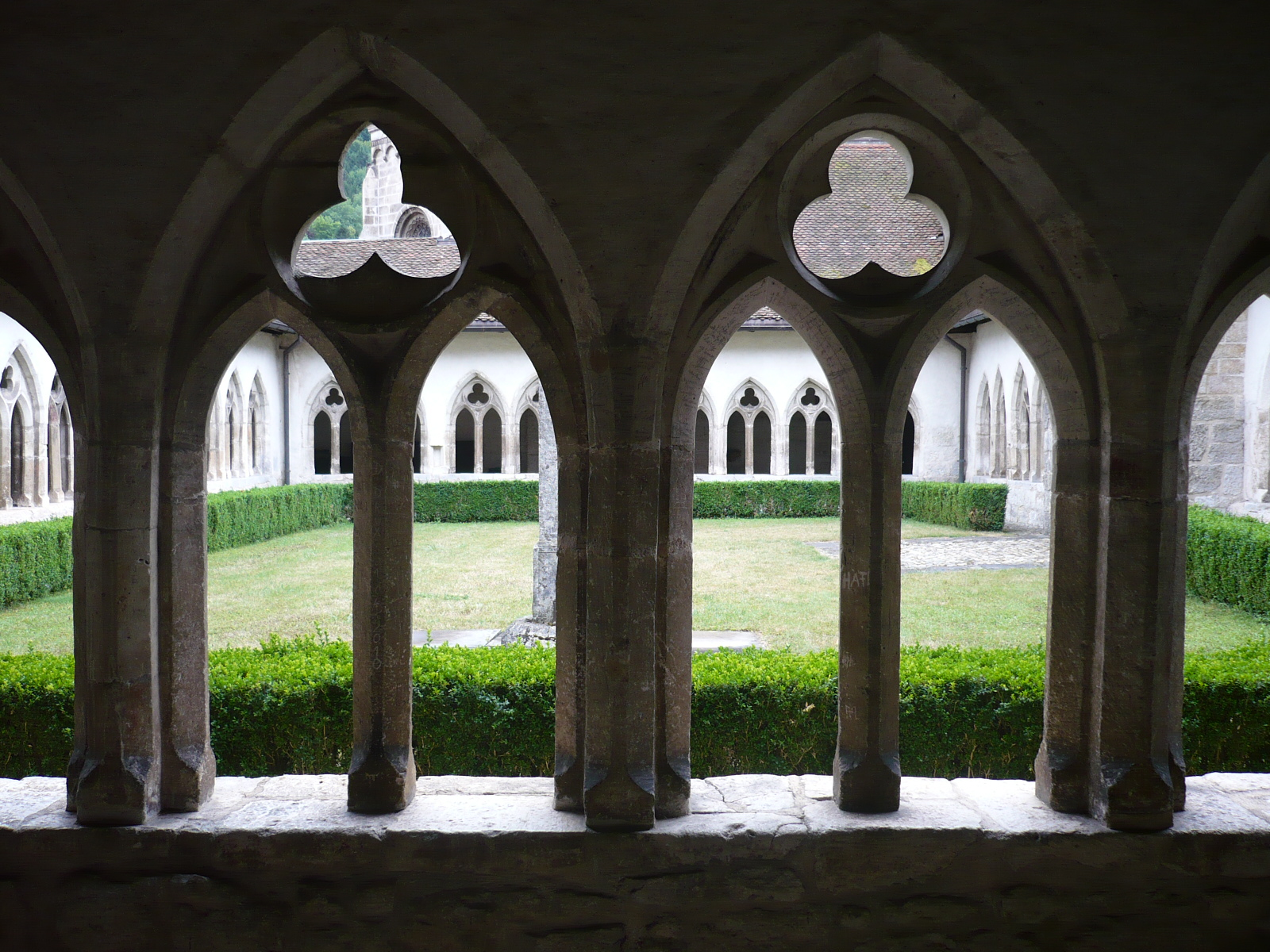
Kreuzgang
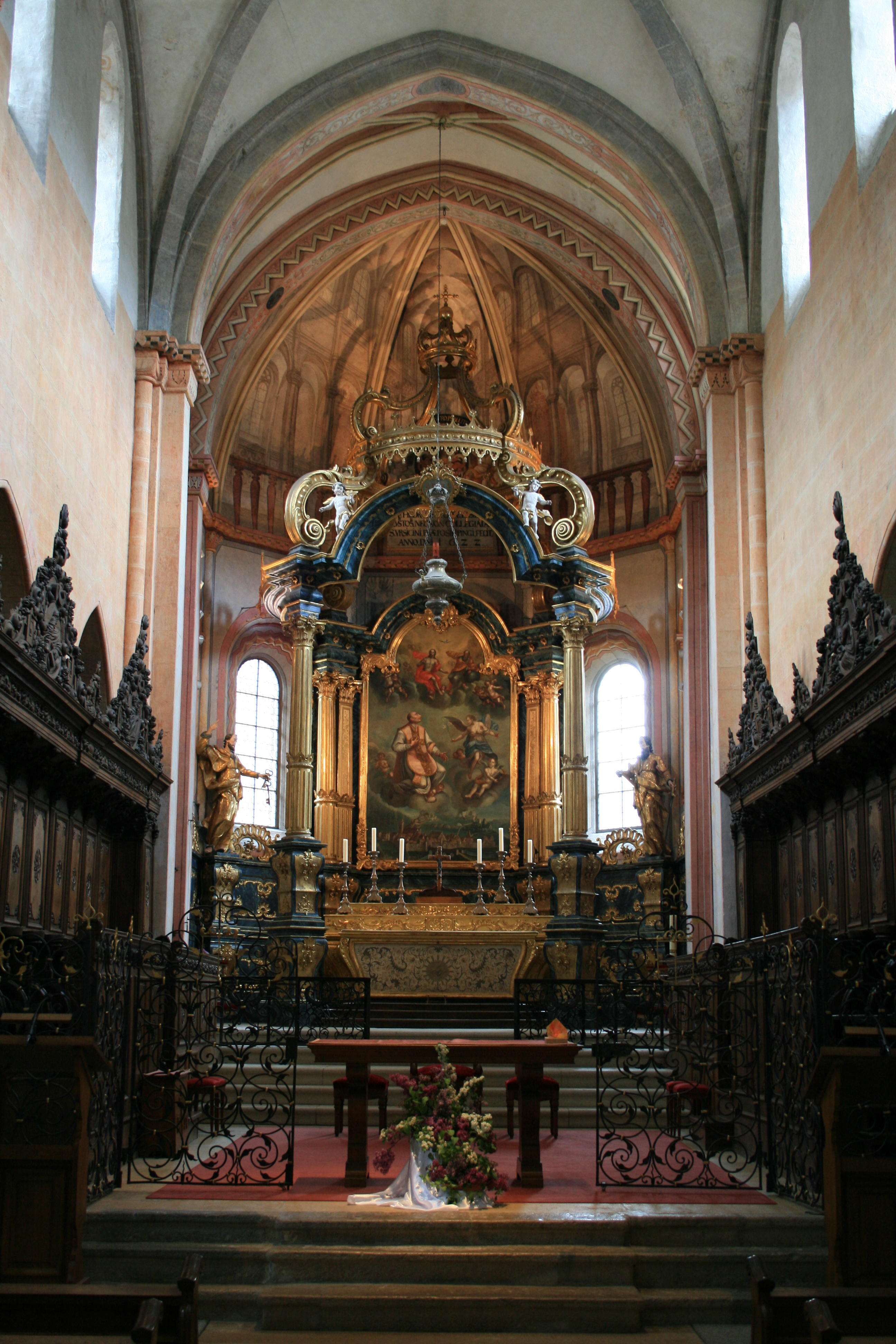
Innenansicht
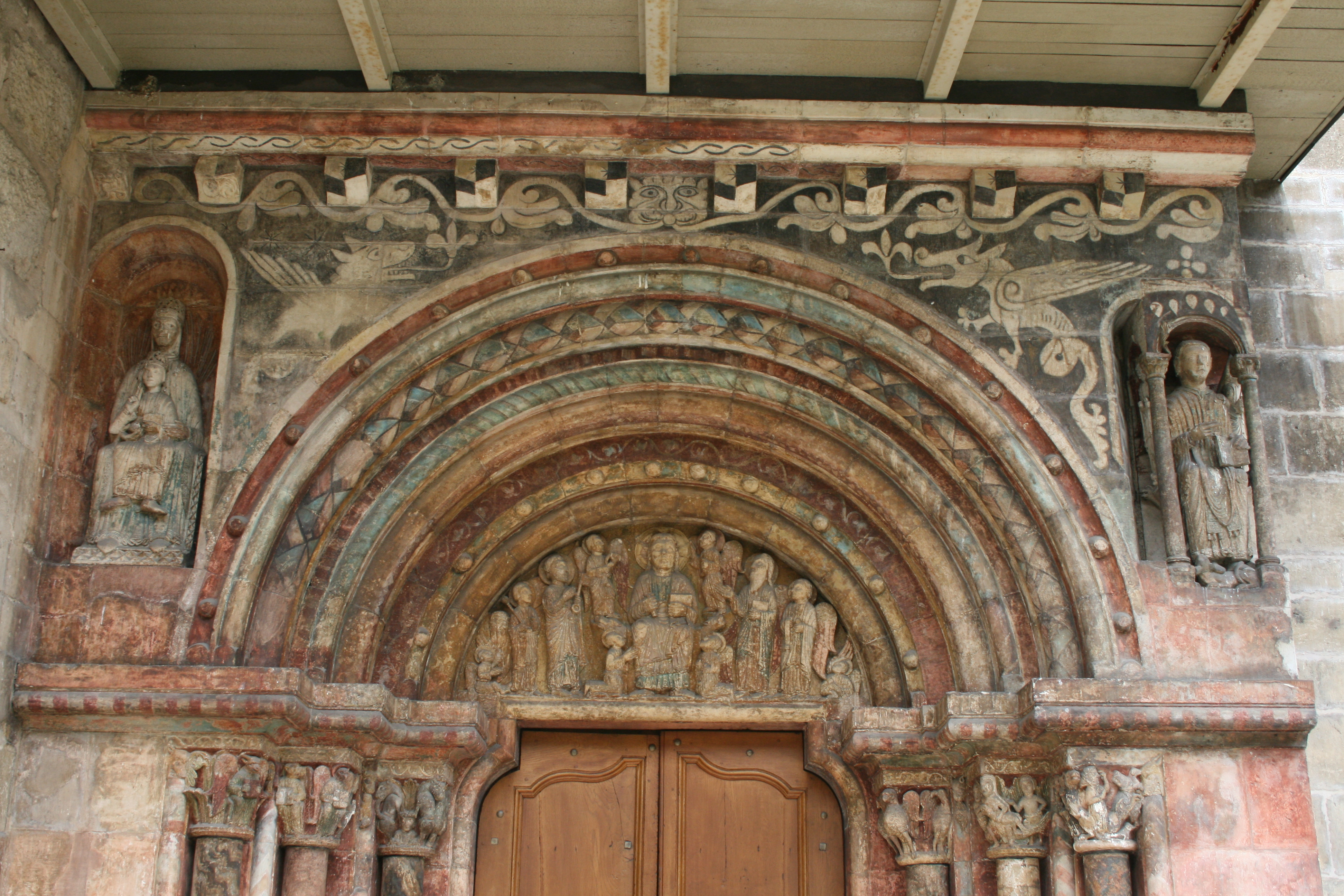
Südportal der Kirche
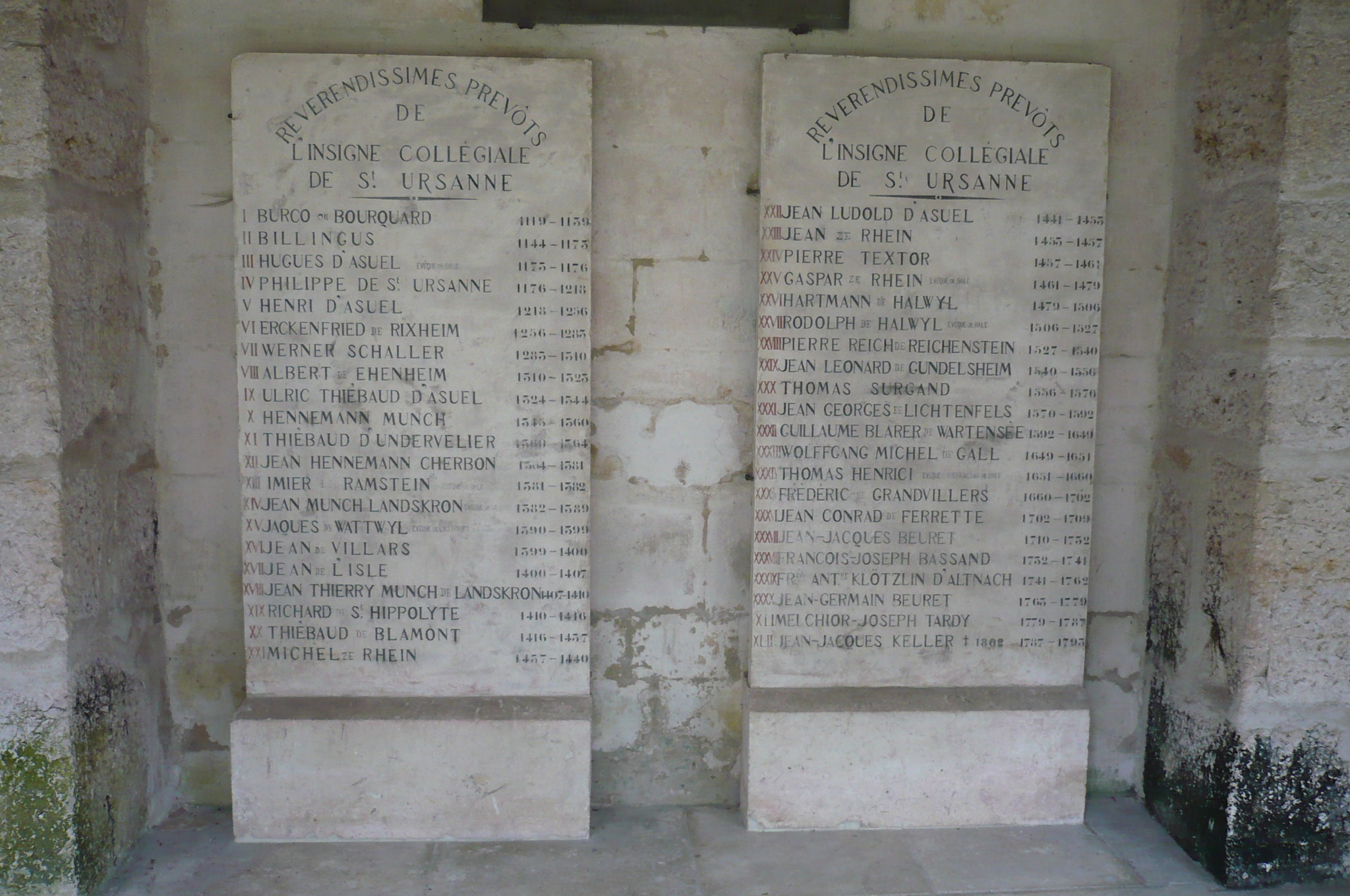
Vorsteher des Stifts

Vorsteher des Stifts:
1. Burco oder Bourquoard, 1119–1139
2. Billingus, 1144–1173
3. Hugo von Hasenburg, 1173–1176 (Bischof von Basel)
4. Philipp von St. Ursanne, 1176–1218
5. Henre d’Asuel, 1218–1256
6. Erckenfried von Rixheim, 1256–1283
7. Werner Schaller, 1283–1310
8. Albert von Ehenheim, 1310–1325
9. Ulric Thiebaud d’Asuel, 1324–1344
10. Thiebaud d’Undervelier, 1360–1364
11. Jean Hennemann Cherbon, 1364–1381
12. Imer von Ramstein, 1381–1382 (Bischof von Basel)
13. Konrad Münch von Landskron, 1382–1389 (Bischof von Basel)
14. Jaques de Wattwyl, 1390–1399 (Bischof von Casteries)
15. Jean de Villar, 1399–1400
16. Jean de L’Isle, 1400–1407
17. Johann Dietrich Münch von Landskron, 1407–1410
18. Richard von St. Hippolyte, 1410–1416
19. Thiebad de Blamont, 1416–1437
20. Michel zu Rhein, 1437–1440
21. Jean Ludold d’Asuel, 1441–1453
22. Je zu Rhein, 1453–1457
23. Pierre Textor, 1457–1461
24. Kaspar zu Rhein, 1461–1479 (Bischof von Basel)
25. Hartmann von Halwyl, 1479–1506
26. Johann Rudolf von Hallwyl, 1506–1527 (Koadjutor von Basel)
27. Peter Reich von Reichenstein, 1527–1540
28. Johann Leonard von Gundelsheim, 1540–1556
29. Thomas Surgand, 1556–1570
30. Johann Georg von Lichtenfels, 1570–1592
31. Wilhelm Blarer von Wartensee, 1592–1649
32. Wolfgang Michel von Gall, 1649–1651
33. Thomas Henrici, 1651–1660
34. Frederic de Grandvillers, 1660–1702
35. Jean Conrad de Ferrette, 1702–1709
36. Jean-Jaques Beuret, 1710–1732
37. Francois-Joseph Bassand, 1732–1741
38. Fr. Ant. Klötzlin d’Altnach 1741–1762
39. Jean-Germain Beuret, 1763–1779
40. Melchior-Joseph Tardy, 1779–1789
41. Jean-Jaques Keller, 1789–1793 († 1802)

### Eremitage

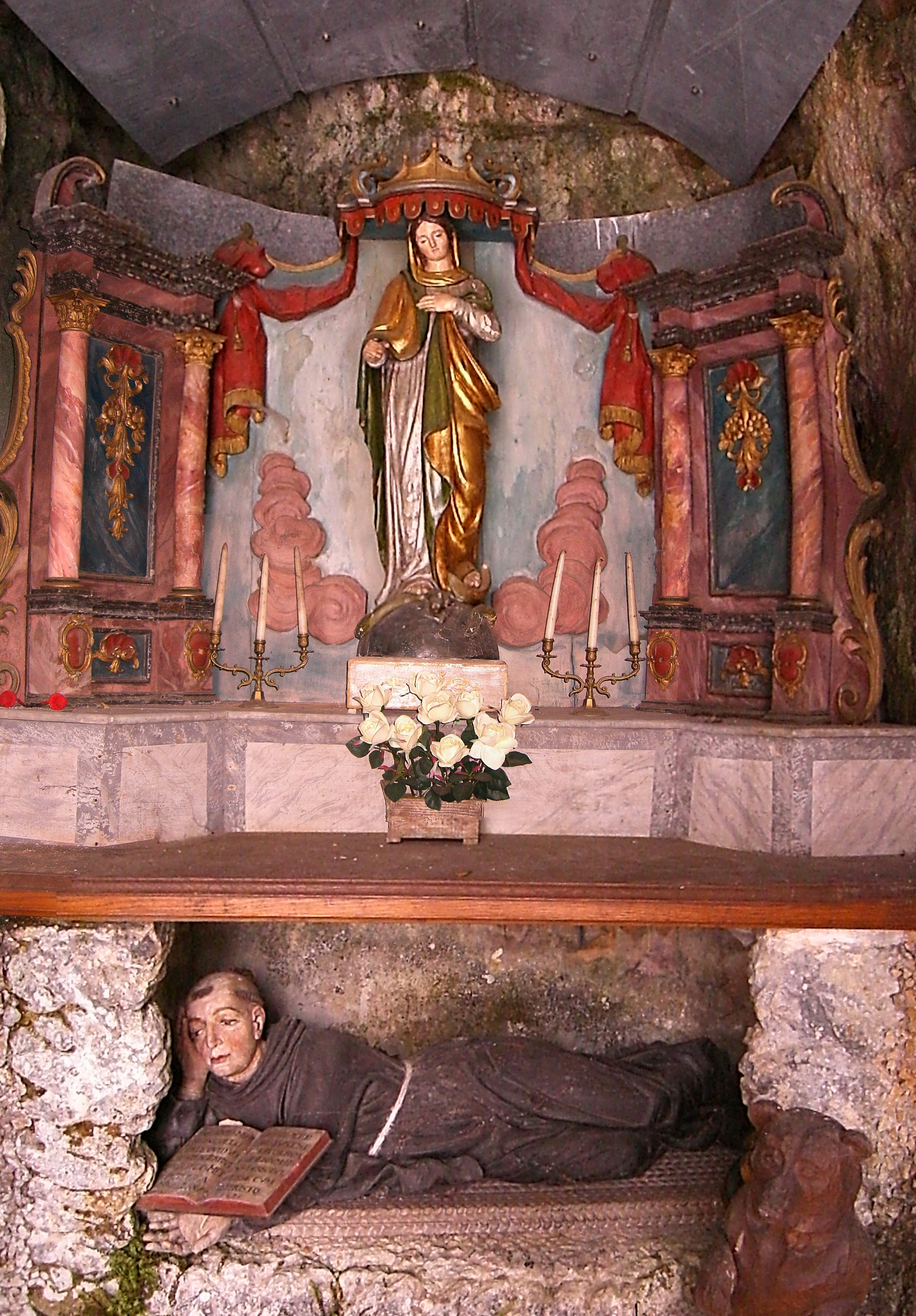
Grotte Saint-Ursanne mit liegendem Heiligen St. Ursicinus
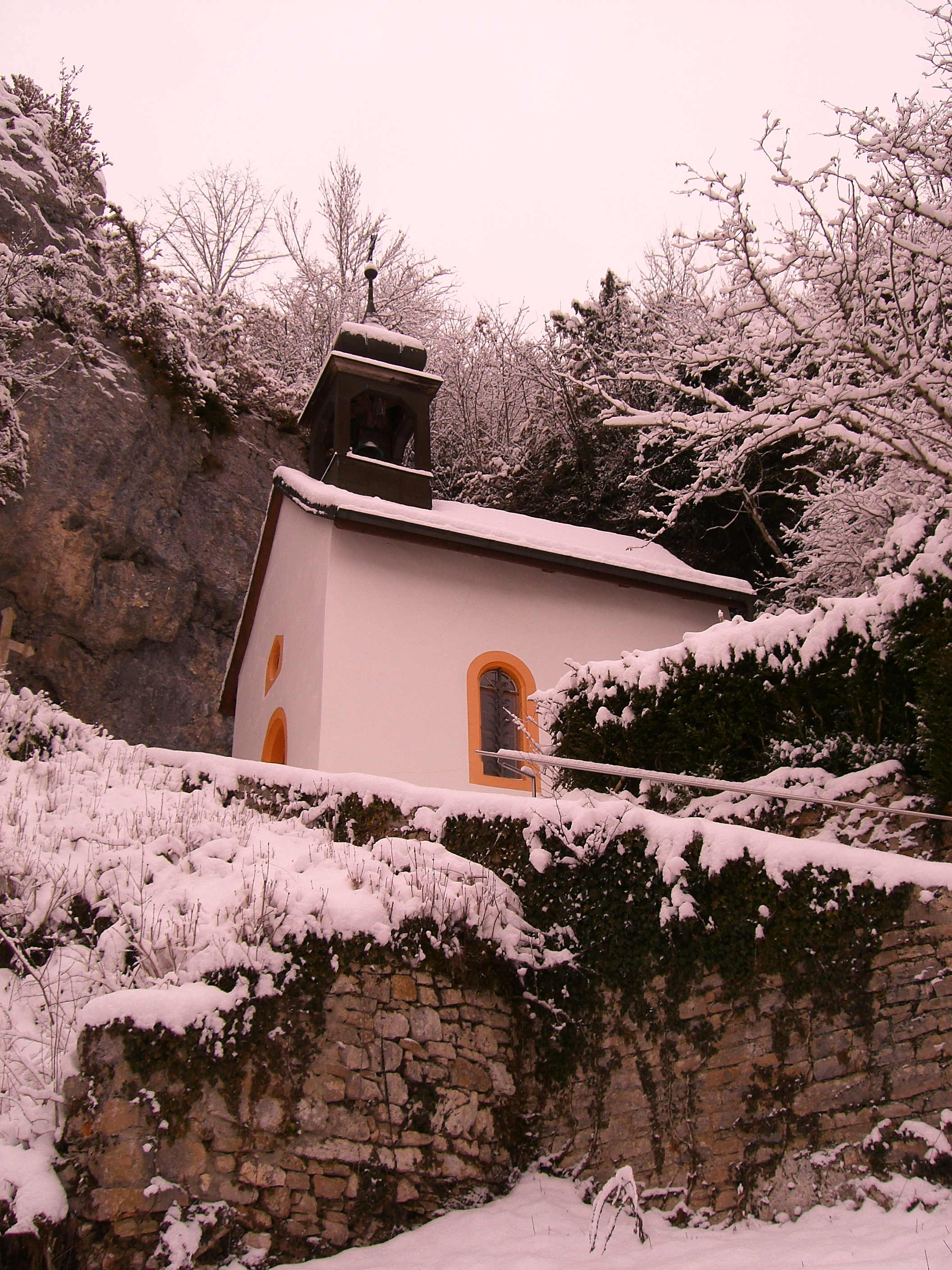
Kapelle der Eremitage Saint-Ursanne
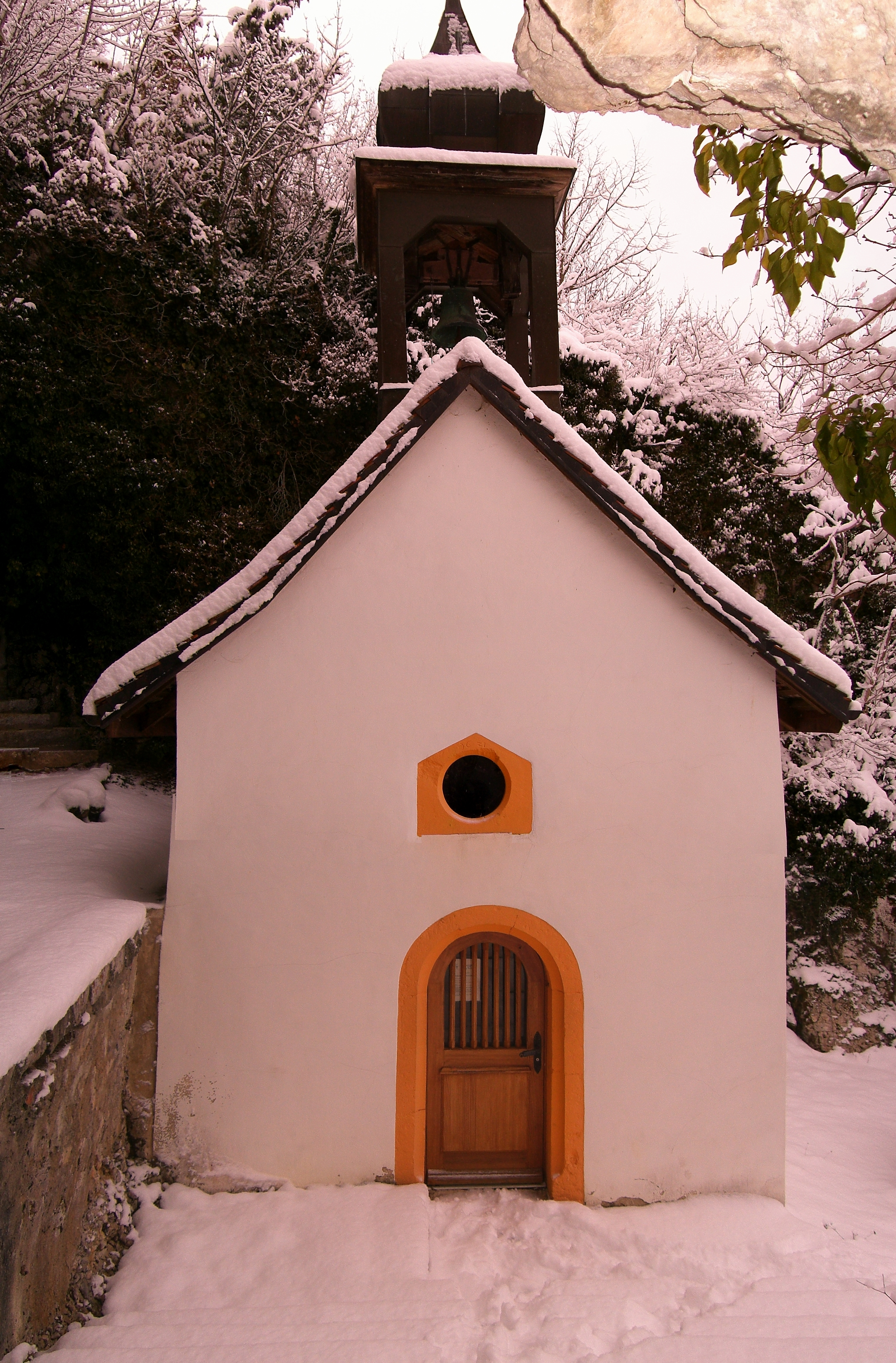
Frontansicht der Kapelle
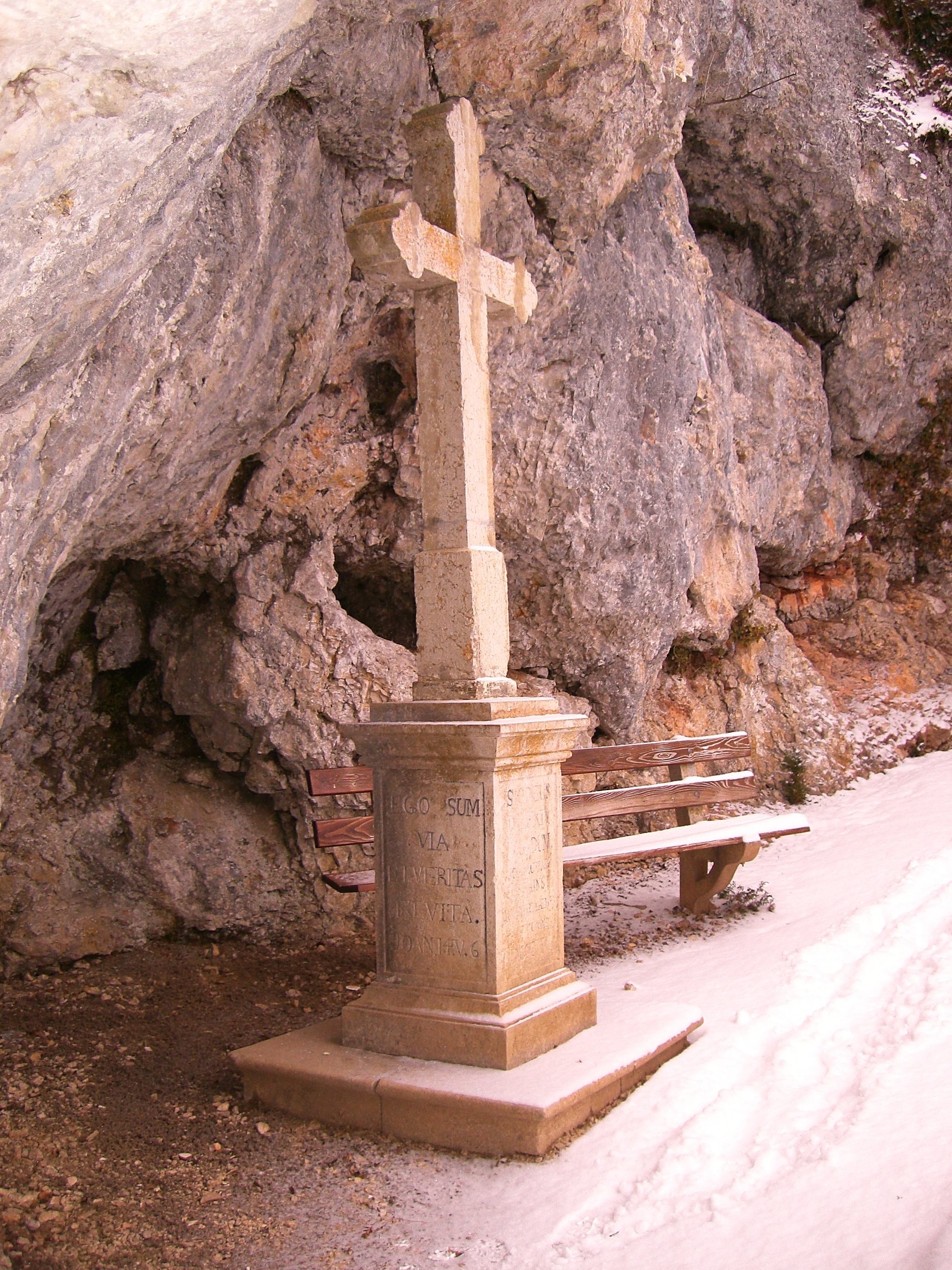
Kreuz neben Kapelle und Höhle

Am Felshang steht die Kapelle der Eremitage Saint-Ursanne mit einer Ausstattung aus dem 17. und 18. Jahrhundert. Das Kreuz gehörte zu einer Gruppe von fünf Kreuzen, die auf Frédéric de Grandvillers zurückgeführt werden. Das Kreuz neben der Grotte wird auf das Jahr 1816 datiert.

### Stadttore
Das mittelalterliche Städtchen besitzt drei Stadttore:
- Porte Saint-Pierre – Osteingang mit einem Glockentürmchen von 1665
- Porte Saint-Paul (auch Porte de Porrentruy) – Westeingang 1664 neu errichtet
- Porte Saint-Jean – im Süden, mit Zugang auf die Doubsbrücke

### Hôtel de Ville
In der Halle des Hôtel de ville (Stadthaus) sind das gotische Kreuzrippengewölbe und Rundpfeiler erhalten, der Rest des Baus stammt von 1825.

### Ehemalige Burg

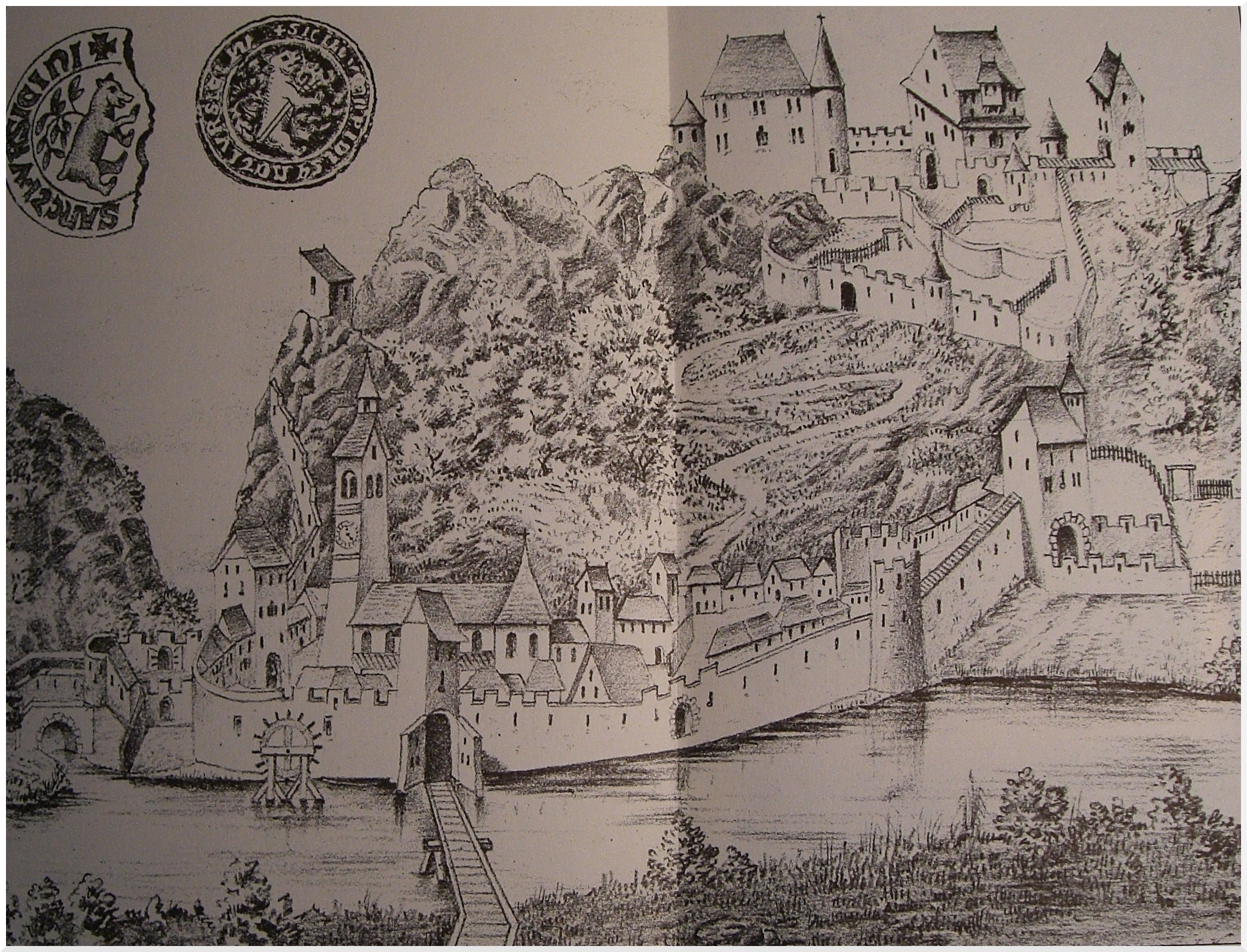
Ansicht aus dem Jahr 1580
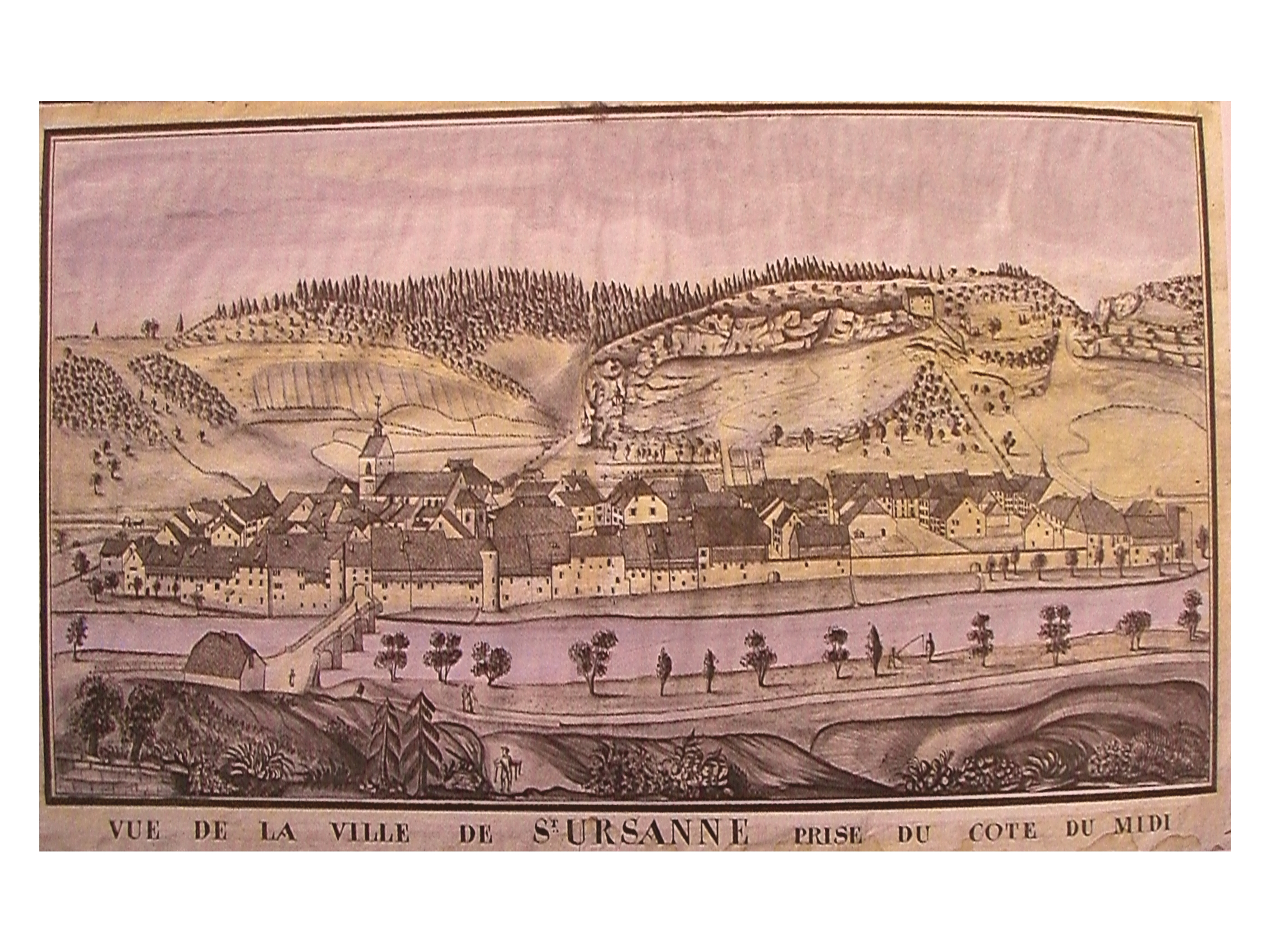
Ansicht um das Jahr 1800

Auf dem exponierten Felsen nördlich der Stadt stehen die Ruinen der 1333 erstmals urkundlich erwähnten Burg. Frühere Bautätigkeiten sind anzunehmen. Ein Teil der ehemaligen Stadtmauer wurde vor einigen Jahren wiederhergestellt. Steine der ehemaligen Burg wurden als Baumaterial für Häuser in der Stadt verwendet. 1828 wurden die letzten Steine zum Bau einer Spinnerei verwendet.

### Doubsbrücken

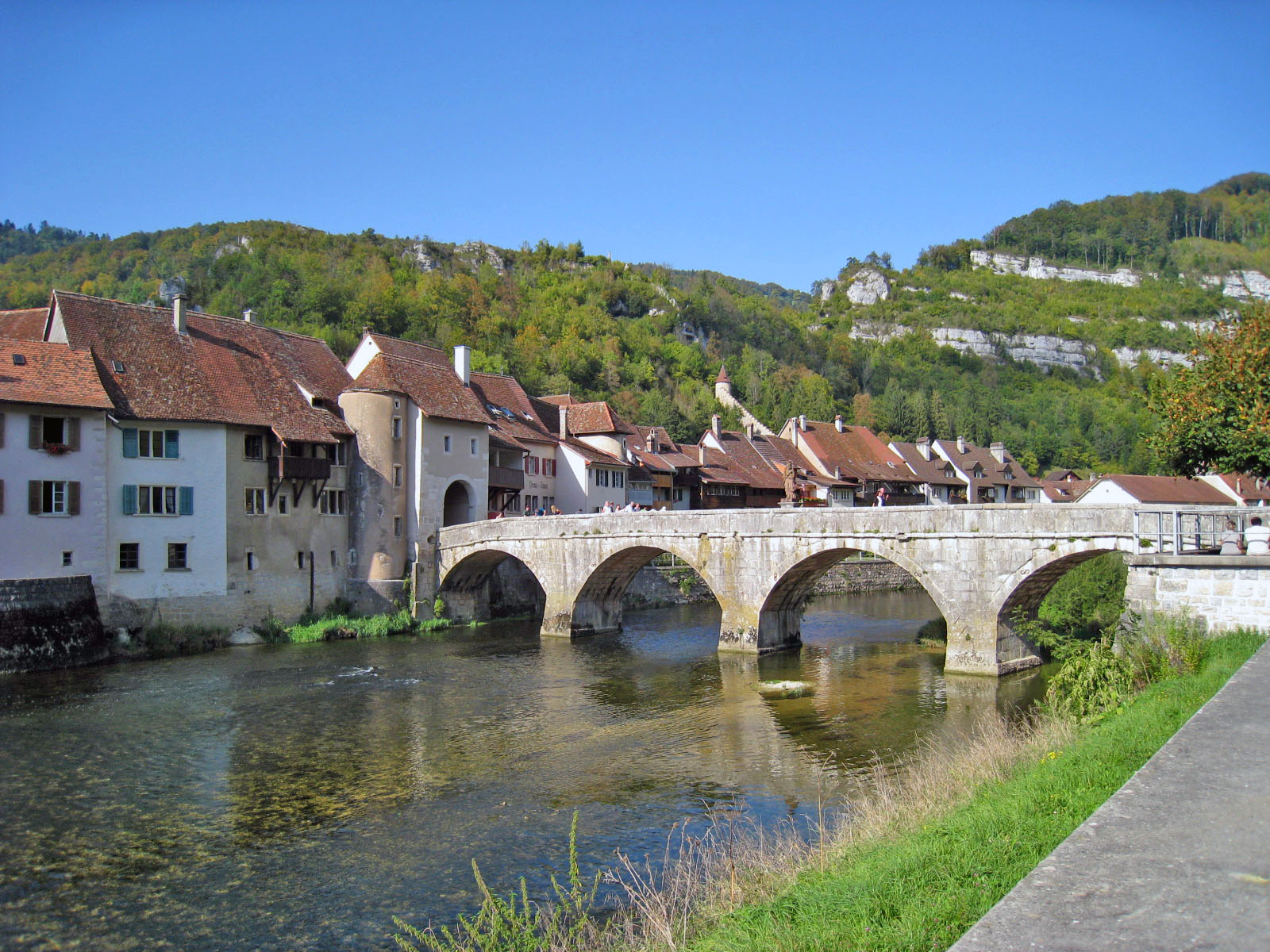
Doubsbrücke und Porte Saint-Jean
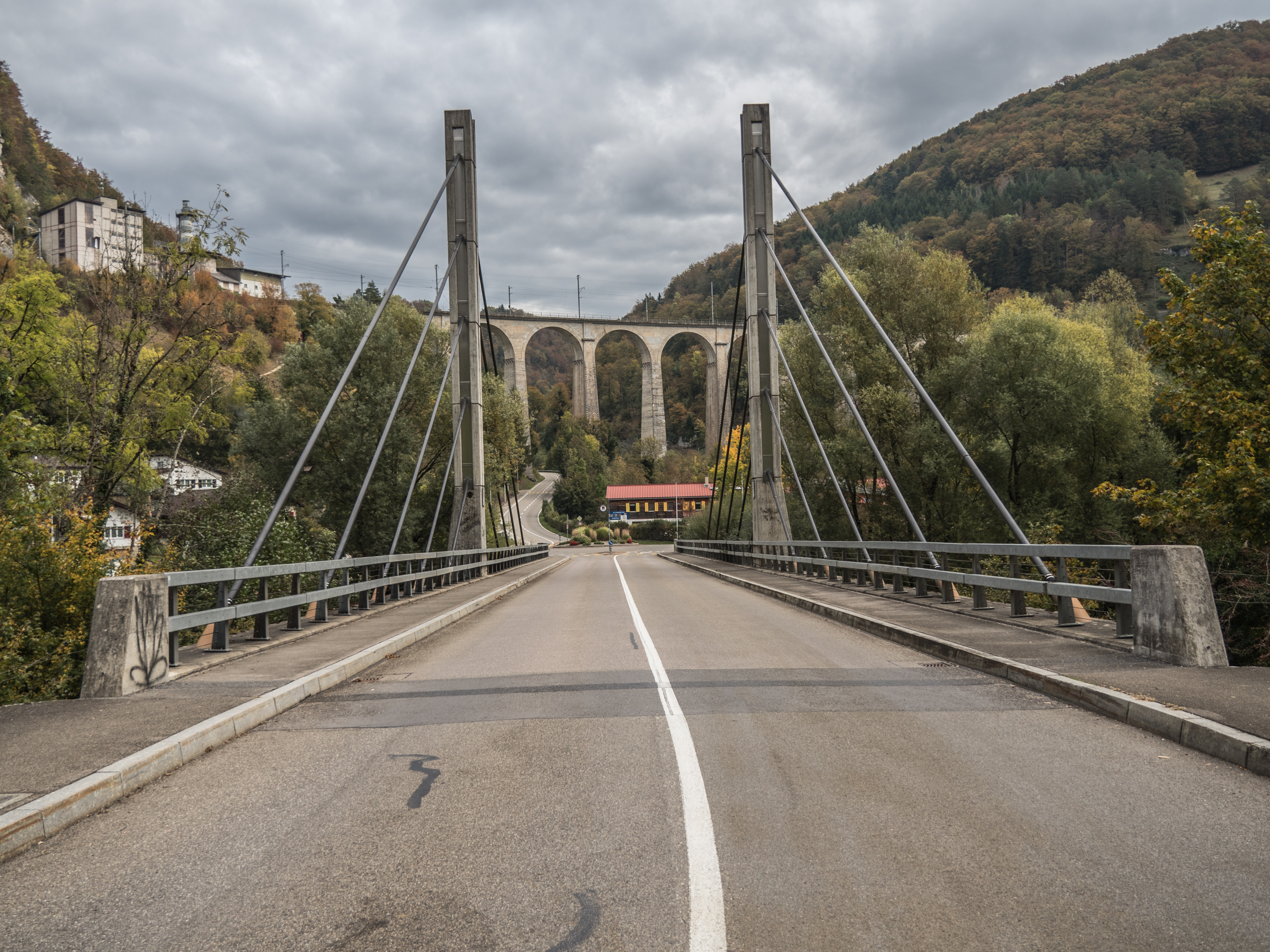
Schrägseilbrücke Pont de Lorette
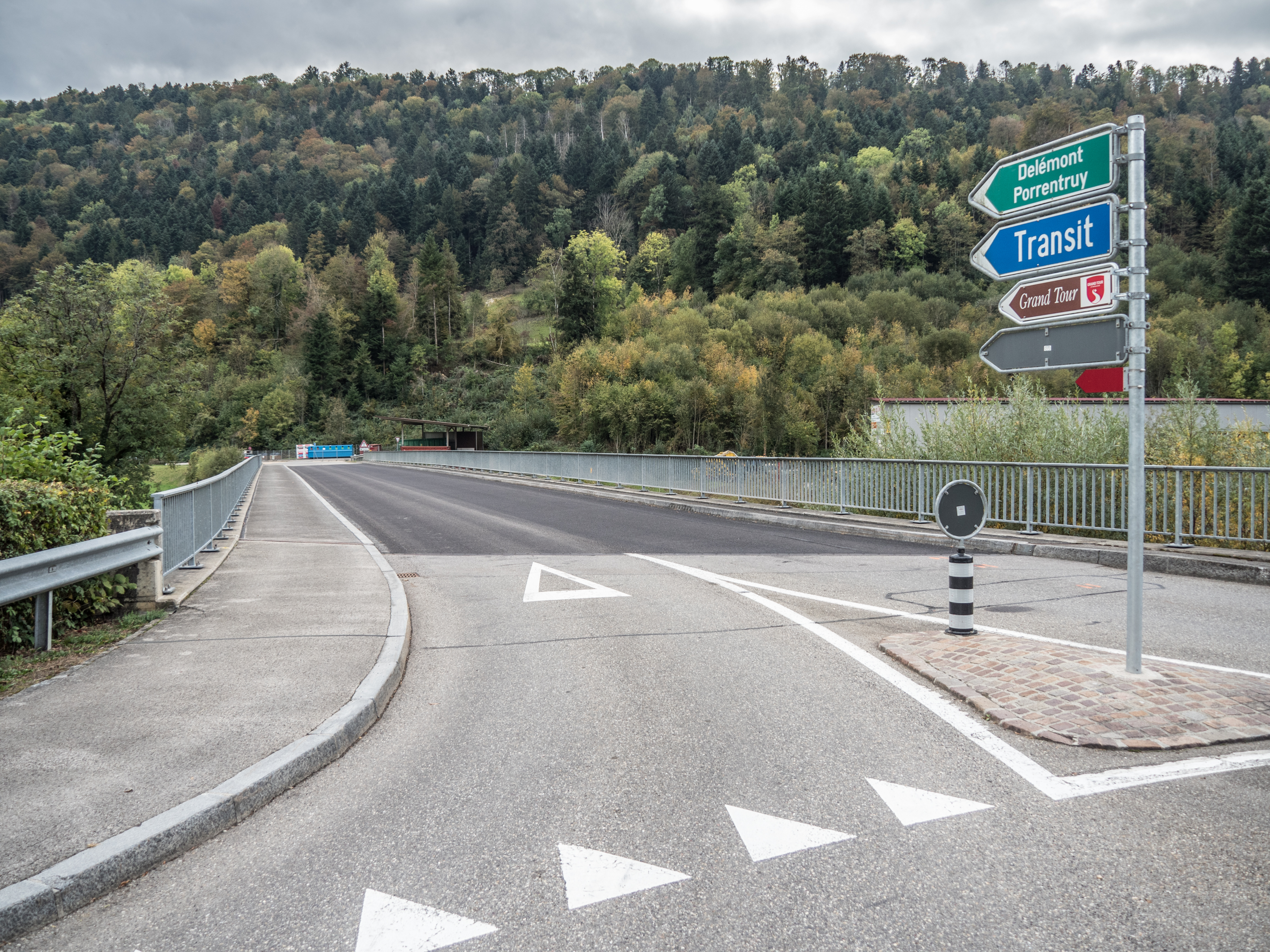
Westliche Umfahrungsstrasse-Brücke (Route du Moulin des Lavoirs)

Die vierbogige Steinbrücke über den Doubs wurde 1728 erbaut und Mitte der 2010er-Jahre in traditionellem Handwerk totalsaniert. Darauf steht die aus Buntsandstein gefertigte Statue des Brückenheiligen Johannes von Nepomuk (1729).
Die schmale Passage durch diese historische Ortschaft umgeht die Hauptstrasse 249 auf der 1994 eröffneten Umfahrungsstrasse mit zwei Brücken über den Doubs.

## Veranstaltungen
Auf der Verbindungsstrasse von Saint-Ursanne zum Col des Rangiers wird einmal jährlich ein Lauf zur Europa-Bergmeisterschaft ausgetragen. Die Streckenlänge beträgt 5169 m bei einer stark unterschiedlichen Breite. Die durchschnittliche Steigung beträgt 6,8 % bei einem Höchstwert von 10,8 %. Der Start ist im Ort, ca. 450 m vor der (einzigen) Tankstelle in 430 m Seehöhe. Das Ziel befindet sich ca. 300 m vor Les Malettes in 780 m Seehöhe. Auch der benachbarte Col de la Croix ist Ziel eines Bergrennens.
Im Zweijahresrhythmus findet ein Mittelalterfest statt. Während dreier Tage werden für die Zeit typische Handwerke und Künste dargestellt.

## Gemeindepartnerschaft
Seit 1983 ist die Gemeinde durch eine Partnerschaft mit der französischen Gemeinde La Motte in der Provence verbunden.

## Persönlichkeiten
- Wilhelmus Grimetre (1436–1519), Priester, Schreiber und Besitzer von Handschriften
- François Conrad de Grandvillers (1717–1806), Obervogt von Saint-Ursanne
- André Wyss (1947–2018), Romanist
- Andreas Gross (* 1952), Politiker
- Benjamin Conz (* 1991), Eishockeytorhüter